# 魏晋南北朝

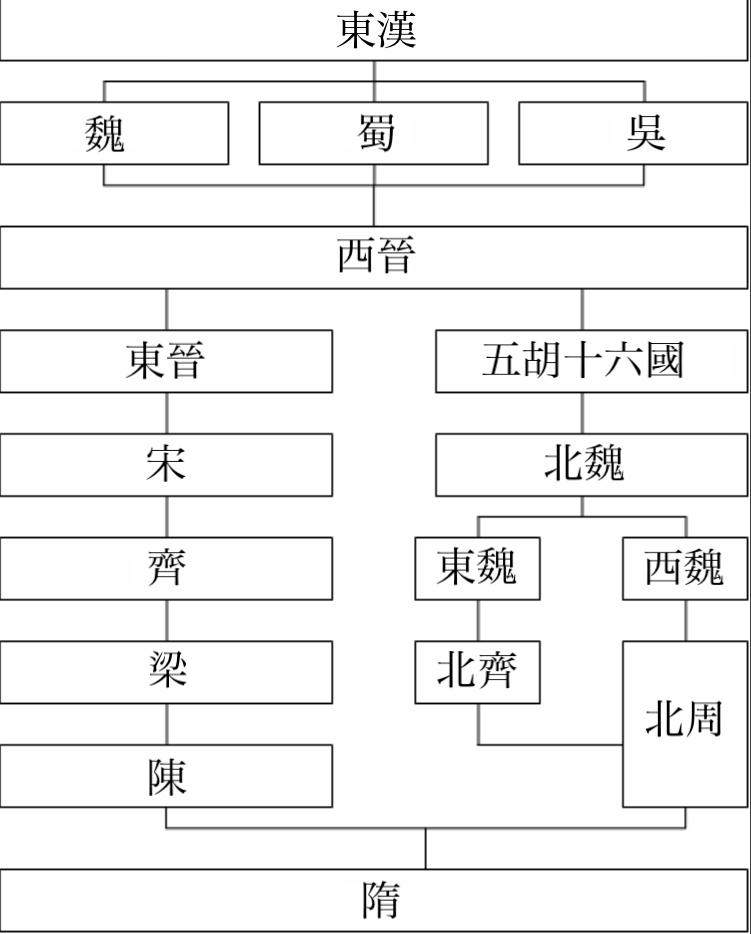
魏晉南北朝時序圖

魏晋南北朝（220年—589年），又称三国两晋南北朝，是中國歷史上的一段長達三百多年的時期，朝代更迭速度快，存在有多个政权並存的局面，相當長的時間是南北對峙。
這個時期由220年曹丕篡東漢帝位，自立曹魏開始，至589年隋朝隋文帝楊堅滅南陳重新统一结束，共369年。可分為三國時期（曹魏、蜀汉与孙吴鼎足而立）、西晉時期（與東晉合稱晉朝）、東晉與十六國（未计算冉魏和西燕）時期、南北朝時期（南朝與北朝對立時期，共150年）。位於江南皆建都在建康（現今的南京，孫吳時稱為建業）的孫吳、東晉、南朝的宋、齐、梁、陈等六個國家合称为六朝。
日本歷史學家川勝義雄曾經將三國時代及魏晉南北朝形容為「華麗的黑暗時代」，因為亂世極紛亂，使英雄豪傑得以大顯身手，文化百花齊放。值得一提的是，幾乎在同時期位處歐亞大陸另一邊的羅馬帝國亦經歷了遊牧民族入侵、最終亦如魏晉南北朝一樣、帝國分裂為東西兩部分、而西羅馬帝國最後更被蠻族滅亡、導致西歐進入黑暗時代。

## 歷史
西元189年漢靈帝死後，中原長期混亂。在地方势力割据混战中誕生的曹魏、蜀漢、東吳三國，由曹丕（曹操之子）、劉備和孫權分別建立。曹魏政权在魏明帝之後，逐漸被以司馬懿為首的司馬氏攫取；263年司馬昭秉國曹魏，發動魏滅蜀之戰，266年司馬炎代魏稱帝，建西晉；280年東吳政权於晉滅吳之戰滅亡，近一世紀分裂的三國時代最後由西晋短暫統一。

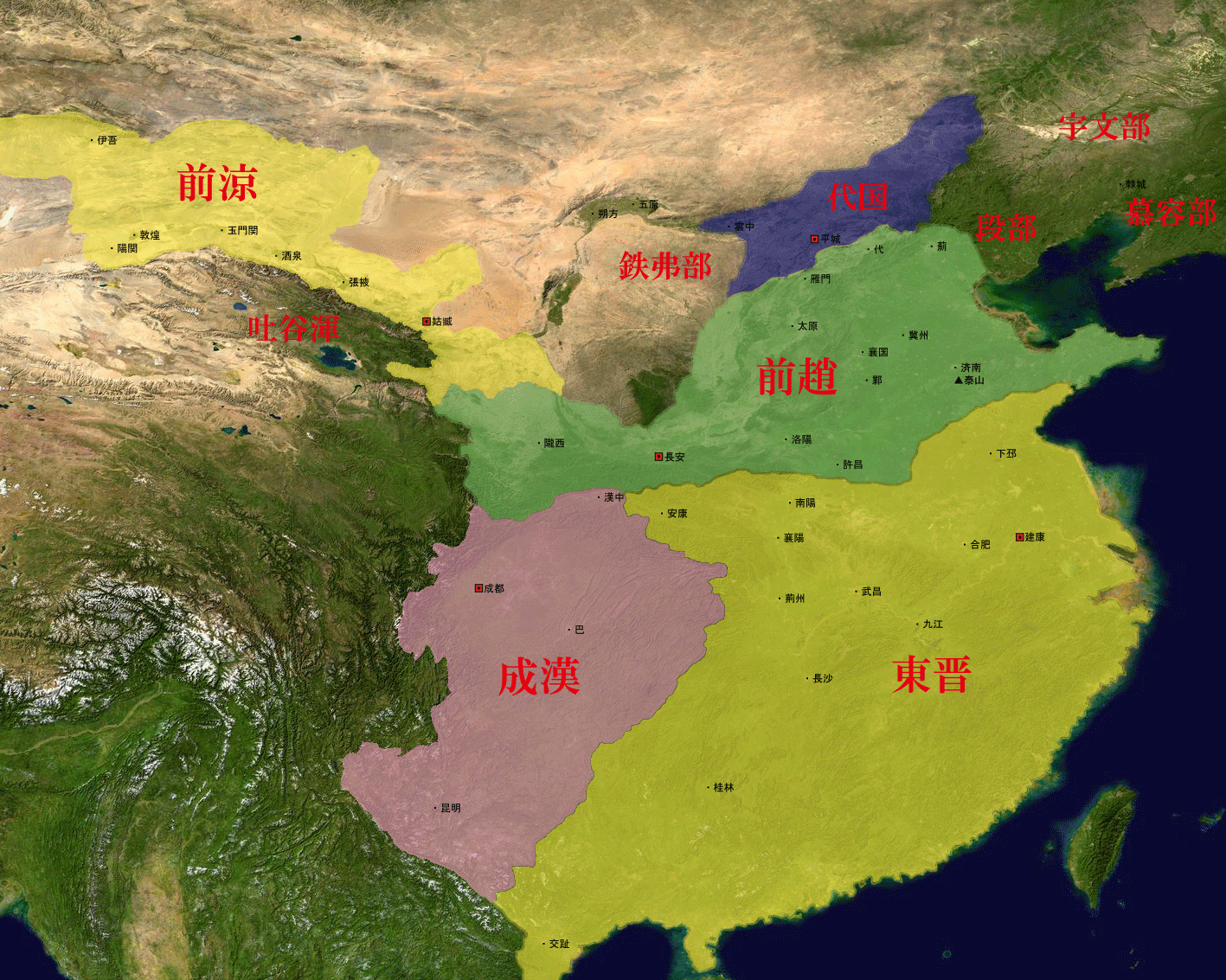
317年漢趙（前趙）領土範圍，當時北邊的漢趙、西南的成漢及東晉形成後三國時代。

晉朝完成統一之後迅速腐敗，短暫的統一於八王之亂與五胡亂華後分裂瓦解，政局再度動盪。在304年因為漢趙與成漢的立國，形成「後三國時代」，使北方進入五胡十六國時期。316年建國僅五十年的西晉亡於匈奴的劉曜後，宗室司馬睿南遷建立東晉，南北再度分立。東晉的司馬氏皇室長期受江南世族控制，後於420年被劉裕取代，劉裕建立劉宋，南朝開始，中國進入南北朝時期。然而北朝直到439年北魏統一北方後才開始正式與劉宋形成南北對峙。
南朝歷經宋、齐、梁、陈等四個朝代。初期經濟與軍事強盛，但由於戰略運用錯誤，加上皇室與宗室內鬥淫亂，使國力由盛變衰。南梁國力尚可，但在侯景之亂後分裂成西梁與南陳，南陳只能依長江抵禦北朝。北朝歷經北魏、東魏、西魏、北齊與北周。北魏統一北方後屢次擊敗南朝，意圖南併，但被北方外族柔然牽制，直到柔然被突厥取代後才有餘力對付南朝。北魏經漢化運動後經濟持續發展，但亦造成北方六鎮鮮卑貴族與洛陽鮮卑貴族的文化衝突，後期政治混亂，發生六镇之乱，分裂成高歡擁護的東魏與宇文泰擁護的西魏，之後分別自立為北齊與北周。
北周主張胡漢融合，於577年攻滅北齊，統一北方。578年，北周武帝死後，政權逐漸掌握在外戚楊堅手上。581年楊堅篡北周，建立隋朝，並於589年滅南陳，統一中國，長達三百多年的魏晉南北朝時期結束，隋唐時期開始。
南北朝的最终统一对于中国历史具有深远的影响。也对后世中国大一统思想的形成产生积极的作用。

## 文化思想

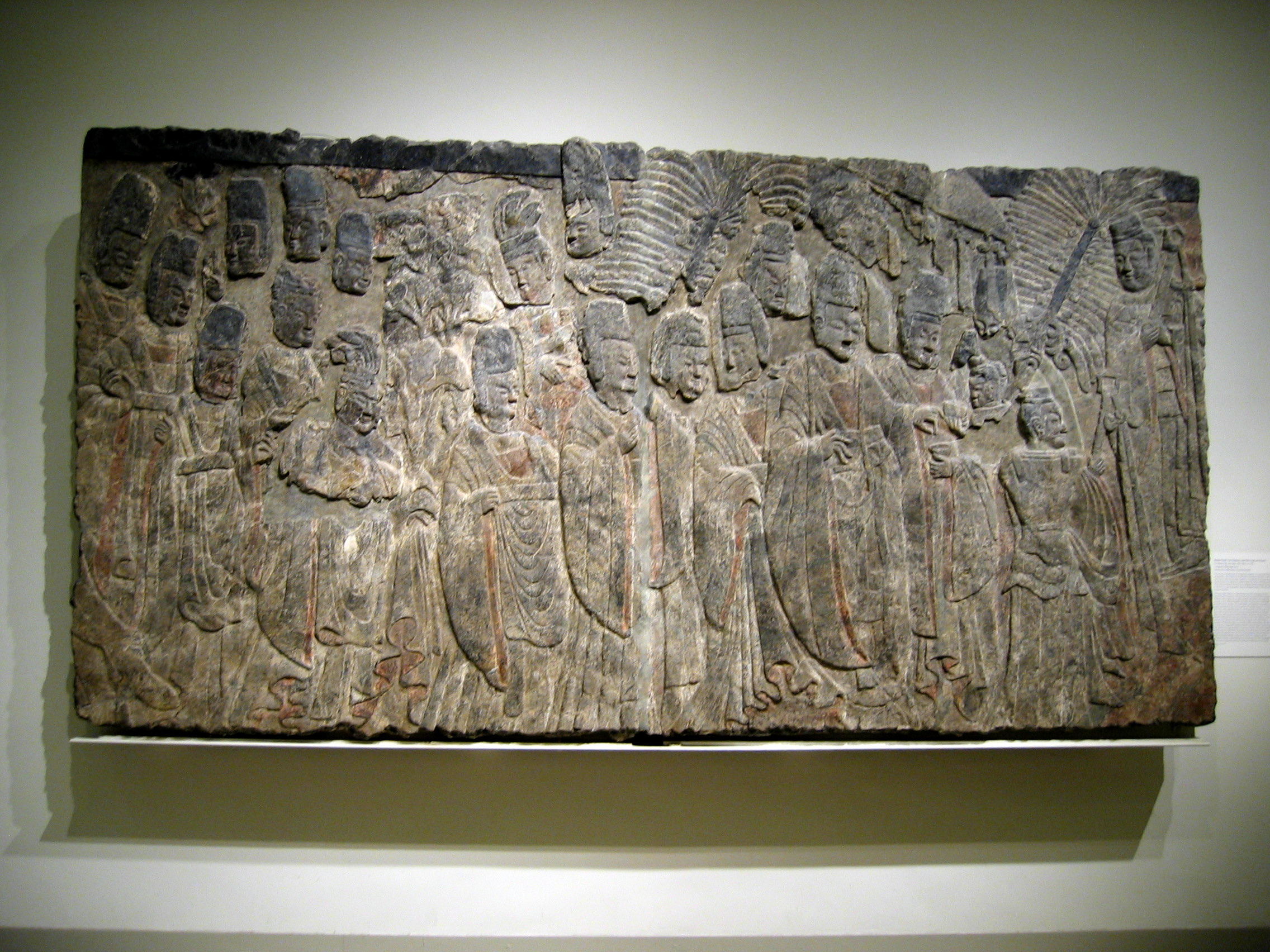
龙门石窟的皇帝礼佛图

儒學獨尊的地位在晉朝被破除後，到了南北朝時期已經形成多元化的思想。面對亂世的到來，有些人主張以法治國、務實求治（例如東晉政治家王導），相反亦有人主張無政府主義（例如鲍敬言的《無君論》）。同時也因佛教的興盛而出現了一系列揚棄於中原傳統思想和佛教外來思想之間的哲學主張（例如慧遠的《沙門不敬王者論》）。
這個時代最具代表性的思想乃是以「玄學」之名為後世著稱的相對主義哲學思想群。西晉思想家郭象以先秦道家莊子的理論為基礎，提出「獨化論」，認為萬事萬物皆有與其他事物互不相干的獨自變化原理，否定秦漢以來佔據主流地位的「天人感應」等儒家絕對主義思想，為南北朝玄學的隆盛打開了先河。相比北朝，玄學在南朝更加興盛，宋文帝時設至玄學館，玄學與史、文、儒並列四學。梁武帝時曾鼓勵復興經學，但此時經學亦已受到清談的影響，只注重於邏輯辯論。隋朝統一中國後清談開始逐漸衰退，直至中唐以後被人們徹底忘卻。
由于佛教過度膨胀與糜爛，出现了不少反對過度崇佛的思想家如南梁范縝、北魏邢邵與北齊樊遜，這些人的思想衍生出无神论。范缜是南朝齊梁之間人士，489年在南齊竟陵王蕭子良的宴席上發表了否定佛教因果報應論的自身持論「神滅論」，認為灵魂和輪迴轉世並不存在。他的觀點主要是唯物論的「變化的形一元論」，認為身體與精神都是物質，整個宇宙就是一個物質的動態變化。「神滅論」處理了「體」「用」「變化」「關係」諸主題，完整概括了「唯物本體論」所應處理之主要範疇。南梁成立後，范縝和他的著作《神滅論》再一次引起了朝野的激烈反響。南梁重臣曹思文、蕭琛等人爭相反駁之，篤信佛教的梁武帝蕭衍也展開論戰，作《敕答臣下神滅論》，命令范縝放棄他的觀點。梁武帝又組織高僧六十多人發表文章對范縝進行圍攻，引發思想界一場圍繞著人死後「神（靈魂）」之存滅是否的理論大戰。然而變化的形一元論的涵義與變化廣大，幾可做無窮盡的推論引申，范縝辯才無礙，眾人沒能夠反駁倒他，最後不得已而判范縝為「異端」流放他。
邢邵是北魏末東魏初期人士，當時佛教受到皇室拓拔氏提倡而興盛。他反對「神不滅論」，主張人死則靈魂就會消失，否定人死為鬼的理論，認為「欲使土化為人，木生眼鼻，造化神明，不應如此。」他還主張「類化論」，只有同纇事物，才可以轉化；不同類事物不能轉化。類化說顯現出物種產生的多元性與差異性。邢邵思想以及他和杜弼爭論轮回等問題等都紀錄在《北史·卷五十五·杜弼傳》與《北齐书·杜弼傳》中。樊遜是北齊人士，554年北齐文宣帝欲封禅泰山，樊遜向齊帝勸諫道教、神仙皆為虚妄。
顏之推生於南梁，後被迫仕北朝。他主張早教，認為「人在小的時候，精神專一；長大以後，思想分散，不易學習。」他所撰有的《顏氏家訓》對往後中國社會有深遠影響力，後世視之為家訓的典範作品，獲得儒家學者及佛教徒的重視。
此外還有一些思想並沒有以著作的形式留下，而是僅散見於史書：比如孔融的「父母於子女無恩論」、陳羣的「復肉刑論」等。

### 引用
1. ↑  金文京著、林美琪譯. . 新北市: 臺灣商務印書館. 2018.
2. ↑  Ebrey, Patricia. . . Hongkong: Cambridge University Press. 2010. ISBN 978-0-521-19620-8 （英语）.
3. ↑  鄒紀萬（1992年）：《中國通史魏晉南北朝史》第五章魏晉南北朝的學術與信仰，第165頁。
4. ↑  鄒紀萬（1992年）：《中國通史魏晉南北朝史》第五章魏晉南北朝的學術與信仰，第168頁。
5. ↑  萬繩楠（1995年）：《魏晉南北朝文化史》第二章〈魏晉南北朝時期哲學與政治思想的發展〉，第68頁。
6. ↑  張國一靈魂有無之爭──范縝〈神滅論〉之科學省思 （页面存档备份，存于），華梵大學第六屆儒佛匯通學術研討會發表
7. ↑  《北史·卷五十五·杜弼傳》:「神之在人，猶光之在燭。燭盡則光窮，人死則神滅」
8. ↑  《北史·卷五十五·杜弼傳》:「鷹化為鳩，鼠變為鴽，黃母為鱉，皆是生之類也。類化而相生，猶光去此燭，復然彼燭。」
9. ↑  萬繩楠（1995年）：《魏晉南北朝文化史》第二章〈魏晉南北朝時期哲學與政治思想的發展〉，第72頁。
10. ↑  樊遜〈舉秀才對策〉：「……淮南成道，犬吠雲中，子喬得仙，劍飛天上，皆是憑虛之說。……又末葉以來，大存佛教，寫經西土，畫像南宮。昆池地黑，以為劫燒之灰，春秋夜明，謂是降神之日。」
11. ↑  王三聘《古今事物考》二：「古今家訓，以此為祖。」
12. ↑  王利器《顏氏家訓集解·敍錄》，北京中華書局2002年出版，第1頁。

## 研究書目

### 中国
- 盧弼《三国志集解》
- 吳士鑑《晋书斠注》

- 魯迅：《魏晉風度及文章與藥及酒之關係》（1927）
- 周一良：《魏晉南北朝史論集》（北京：北京大學出版社，1997）
- 唐長孺：《魏晉南北朝史論叢》（北京：三聯書店，1962）
- 唐長孺：《魏晉南北朝史論叢續編》（北京：三聯書店，1959）
- 高敏：《秦汉魏晋南北朝土地制度研究》（郑州：中州古籍出版社，1986）
- 朱绍侯：《魏晋南北朝土地制度与阶级关系》（郑州：中州古籍出版社，1988）
- 汤用彤、任继愈：《魏晋玄学中的社会政治思想略论》（上海：上海人民出版社，1956）

### 日本
- 谷川道雄著，馬彪譯：《中國中世社會與共同體》（北京：中華書局，2002）
- 谷川道雄著，李濟滄等譯：《隋唐帝國形成史論》（上海：上海古籍出版社，2004）
- 川勝義雄著，徐谷梵等譯：《六朝貴族制社會研究》（上海：上海古籍出版社，2007）
- 宮崎市定著，韓昇等譯：《九品官人法研究：科舉前史》（北京：中華書局，2008）